# COREP (finance)
Pour les articles homonymes, voir COREP.
COREP, est l'appellation d'un projet de reporting prudentiel promu par le Comité européen des superviseurs bancaires (CEBS).
Le terme COREP est créé par la contraction des termes anglais COmmon solvency ratio REPorting.
Il s'agit d'un projet commun à l'ensemble des contrôleurs bancaires européens, portant sur le ratio de solvabilité européen (CAD3 = Capital Adequacy Directive) qui est une transposition à la législation européenne des accords Bâle II. Ce projet vise en particulier à alléger les contraintes administratives des établissements actifs sur plusieurs marchés européens et à faciliter la coopération entre les autorités de contrôle.
L'harmonisation du cadre de reporting, financier (FINREP) et prudentiel (COREP) a été arrêtée par le Comité des superviseurs bancaires européens (CEBS). Il s'inscrit dans la nécessaire convergence des états réglementaires, qui fait suite à l'application des nouvelles normes IFRS et à la réforme Bâle II. En outre, cette volonté d'harmonisation à l'échelle européenne prend forme au travers d'une préconisation forte en faveur du format de reporting eXtensible Business Reporting Language (XBRL).